# Adolphe Masselot
 (août 2021).
Si vous disposez d'ouvrages ou d'articles de référence ou si vous connaissez des sites web de qualité traitant du thème abordé ici, merci de compléter l'article en donnant les références utiles à sa vérifiabilité et en les liant à la section « Notes et références ».
Adolphe-Édouard Masselot est un sculpteur français du début du XXe siècle né à Lille le 26 décembre 1877 et mort 9 avril 1959 connu pour avoir réalisé de nombreux monuments aux morts.

## Jeunesse et formation
Adolphe-Édouard Masselot est le fils d’Adolphe-Joseph Masselot et de Philomène-Marie Wilmot. Durant son enfance, il fréquente l'institution Saint-Pierre. Il suit des cours à l'école de dessin et d'architecture de Lille de 1895 à 1900 sous la direction de Pharaon de Winter et d'Edgar Boutry. À 18 ans, en 1895, il obtient un premier prix de sculpture (figure d'après l'antique en deuxième division). En 1897, il obtient une mention dans la même discipline. Le 20 août 1898, il passe le concours pour l'attribution d'une bourse départementale (composition, figure dessinée d'après nature et tête d'expression d'après nature) et remporte une médaille de vermeil pour la figure d'après le modèle vivant, une médaille de deuxième classe pour la tête d'expression, une médaille de deuxième classe pour les esquisses en bas-relief et ronde-bosse et une médaille de première classe pour ses travaux de l'année.
En 1900, avec Charles-Edouard Maugendre pour professeur, il obtient en division supérieure une médaille d'or pour la composition et l'exécution du Soldat de Marathon. Cette même année, il obtient une médaille de vermeil pour ses travaux de l'année en sculpture et le prix spécial du Ministère des Beaux-Arts
Au mois d'octobre 1900, il est admis à l'école des Beaux-Arts de Paris dans l'atelier de Louis-Ernest Barrias. 
Le 23 juin 1902, il épouse Marguerite Piétin à Lille. Ils ont quatre enfants : Marguerite Philomène Julienne, Adolphe Jean Maurice, Jean Félix, Édouard Augustin.

## Carrière
Il ne tarde pas à se faire une réputation d'habile portraitiste mais son art ne suffit pas à nourrir sa famille. Ayant un goût prononcé pour la photographie, il accepte la direction de l'une des premières salles de cinéma de Lille sur le Parvis Saint-Maurice et fonde le « Comptoir international de Cinématographie ».
Le 22 mars 1913, il reçoit la médaille philanthropique du Nord en tant que directeur de Lille-Cinéma.
Bien qu'ayant la charge de quatre enfants, il est mobilisé en 1914. Ayant rejoint son corps le 3 août 1914, il est fait prisonnier lors du siège de Maubeuge le 8 septembre 1914 et interné à Zossen. Il ne sera rapatrié que le 7 janvier 1919.
À son retour à Lille, Adolphe Masselot refuse un poste important proposé par la firme Gaumont. Son ami Maurice Ringot lui propose alors du travail en Normandie ; ensemble, ils érigent des monuments en souvenir de la guerre qui vient de s'achever (Caudebec-en-Caux, La Mailleraye-sur-Seine, etc.). Sa famille le suit et vit à Le Trait, aux alentours de Rouen.
Il est ensuite remarqué par Louis Cordonnier, architecte Lillois qui lui confie des travaux, entre autres le calvaire monumental de la basilique de Lisieux.
Avec ses fils, il fonde la société Adolphe Masselot et se consacre de manière quasi exclusive à l'art religieux (portail de la Cathédrale Notre-Dame-de-la-Treille à Lille, des anges pour le Congrès eucharistique de 1931, les 4 évangélistes de l'église du Sacré-Cœur de Lille, l'ange surmontant les facultés catholiques du Boulevard Vauban à Lille, Sacré-Cœur surmontant l'église de Mont à Camp à Lomme, statue de Saint Antoine dans l'église Saint-Maurice de Lille, pietà de la crypte de Notre-Dame de la Treille, statut de Saint-Christophe au Croisé-Laroche, Fontaine saint Chrysole à Verlinghem, chemin de croix de l'église Saint-Vaast d'Armentières).
Il continue aussi à élever des monuments aux morts comme ceux du Mont Kemmel, Comines, Deûlémont.
C'est à cette époque qu'il exécute une statue de Notre-Dame de la Mer, toujours visible sur la Pointe de la Fumée à Fouras.
En 1939, ses fils sont mobilisés. L'activité cesse tout à fait en 1940 lorsque sa maison est réquisitionnée par l'armée française. Il s'installe alors à Saint-Riquier, dans la Somme. À son retour il trouvera sa maison dévastée et pillée.
De nombreuses communes lui demandent alors d'exécuter des monuments pour commémorer la guerre qui vient de s'achever (statue du Sacré-Cœur à Capinghem, La Bassée, Nœux-les-Mines, grotte de Lourdes de Bersée, etc.).
Il réalise en 1951 son dernier portrait, un médaillon de son ami Henri Jooris.
Les travaux se raréfiant, Adolphe Masselot se reconvertit dans la fonderie d'aluminium. Il assure la gestion de l'entreprise tandis que ses fils exécutent les commandes.
Il meurt le 9 avril 1959 et se fait inhumer dans le cimetière de Capinghem.